# Piaskowa Góra (Pagórki Lubińsko-Wapnickie)
Piaskowa Góra (53,3 m n.p.m.) – wzgórze Pagórków Lubińsko-Wapnickich na wyspie Wolin. 
Leży na skraju Wolińskiego Parku Narodowego, pomiędzy wsiami Wapnica i Lubin; administracyjnie – w powiecie kamieńskim województwa zachodniopomorskiego.  
U północnego podnóża ulokowana była odkrywkowa kopalnia kredy w Wapnicy, wydobywająca materiał na potrzeby cementowni Quistorpa w Lubinie; na północnym stoku główny punkt widokowy na Jezioro Turkusowe. Panorama obejmuje ponadto:
- jezioro Wicko Małe,
- Mierzeję Przytorską,
- Zatokę Pomorską,
- Wapnicę,
- Międzyzdroje,
- Wicko,
- Dolinę Trzciągowską,
- wał morenowy Pasma Wolińskiego z pierwszoplanową Wyżnicą.